# Elżbieta Pol
Elżbieta Anna Pol – polska matematyczka, profesor nauk matematycznych. Specjalizuje się w topologii. Profesor nadzwyczajna w Instytucie Matematyki Wydziału Matematyki, Informatyki i Mechaniki Uniwersytetu Warszawskiego (Zakład Geometrii i Topologii).

## Życiorys
Studia matematyczne ukończyła na Uniwersytecie Warszawskim, gdzie następnie została zatrudniona i zdobywała kolejne awanse akademickie. Habilitowała się w 1989 na podstawie oceny dorobku naukowego i rozprawy pt. Przestrzenie funkcyjne w teorii wymiaru przestrzeni metryzowalnych. Tytuł naukowy profesora nauk matematycznych otrzymała w 2003. Członkini Polskiego Towarzystwa Matematycznego.
Swoje prace publikowała w takich czasopismach jak m.in. „Colloquium Mathematicum”, „Israel Journal Of Mathematics”, „Topology And Its Applications”, „Houston Journal Of Mathematics” oraz „Proceedings of the American Mathematical Society”.